# Tecnológico de Antioquia
La Tecnológico de Antioquia, ((es): TdeA, Tecnológico de Antioquia) également connue sous le nom de Tecnológico de Antioquia - Institut Universitaire - est une institution d'enseignement supérieur colombienne, située dans le département d'Antioquia, qui offre des programmes de formation technique, technologique et professionnel. Son siège social est situé à Robledo, dans la ville de Medellín. La technologie est actuellement considérée comme l'une des meilleurs collèges du pays[réf. nécessaire].